# Vigna keraudrenii
Vigna keraudrenii är en ärtväxtart som beskrevs av Du Puy och Jean-Noël Labat. Vigna keraudrenii ingår i släktet vignabönor, och familjen ärtväxter. Inga underarter finns listade i Catalogue of Life.